# Rejon timski
Rejon timski (ros. Тимский район) – jednostka administracyjna wchodząca w skład obwodu kurskiego w Rosji.
Centrum administracyjnym rejonu jest osiedle typu miejskiego Tim.

## Geografia
Powierzchnia rejonu wynosi 882,21 km².
Graniczy z innymi rejonami obwodu kurskiego: czeriemisinowskim, gorszeczeńskim, sowietskim, szczigrowskim, sołncewskim, manturowskim.
Główną rzeką rejonu jest Tim.

## Historia
Rejon powstał w roku 1928, a w 1934 rejon wszedł w skład nowo utworzonego obwodu kurskiego. W wyniku reformy administracyjnej w 1963 rejon został zlikwidowany, ale już po roku go przywrócono.

## Demografia
W 2018 rejon zamieszkiwało 10 767 mieszkańców, w tym 2974 na terenach miejskich.

## Miejscowości
W skład rejonu wchodzi: 1 osiedle typu miejskiego, 13 sielsowietów i 66 wiejskich miejscowości.